# Aethionema oppositifolium
Aethionema oppositifolium là một loài thực vật có hoa trong họ Cải. Loài này được (Pers.) Hedge mô tả khoa học đầu tiên năm 1965.